# Archibasis rebeccae
Archibasis rebeccae е вид водно конче от семейство Coenagrionidae. Видът е почти застрашен от изчезване.

## Разпространение
Разпространен е в Малайзия (Западна Малайзия).